# Ilija (Slowakei)
Ilija (deutsch selten Sankt Egidien, ungarisch Illés – bis 1888 Illia) ist eine Gemeinde in der Mittelslowakei.
Sie liegt am Fuße der Schemnitzer Berge (Štiavnické vrchy) südlich der Stadt Banská Štiavnica.

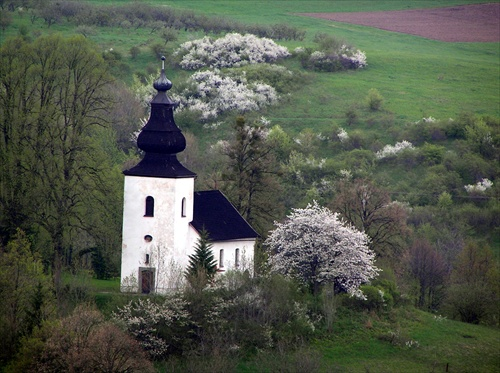
Kirche von Ilija

Das Gemeindegebiet war schon in der Jungsteinzeit besiedelt, die erste schriftliche Erwähnung als Ecclesia Sancti Egidii findet sich 1266, später wird der Ort unter dem lateinischen Namen „Sanctus Egidius“, dem ungarischen Namen „Scenthegud“ oder „Zenth Egyed“, einer ungarisch-slawischen Variante „Zenthlyen“ oder dem deutschen Namen „Gilg“ oder „Gilgen“ erwähnt. Bis ins 16. Jahrhundert war der Ort der Burg Sitno tributpflichtig, in der 2. Hälfte des 16. Jahrhunderts wurde der Ort durch die Türken heimgesucht und zeitweise besetzt. Danach war sie im Besitz der Familie Balassa und ab 1629 der Familie Koháry. Bis 1918 gehörte er zum Königreich Ungarn und lag im Komitat Hont.
Im Ort befindet sich die romanische St. Ägidienkirche (Kostol svätého Egídia) von 1254, der namensgebende Schutzpatron war der Heilige Ägidius.

## Bevölkerung
| Jahr                | 1994 | 2004  | 2014    | 2024    |
| ------------------- | ---- | ----- | ------- | ------- |
| Anzahl der Personen | 360  | 324   | 342     | 350     |
| Unterschied         |      | −10 % | +5,55 % | +2,33 % |

| Jahr                | 2023 | 2024    |
| ------------------- | ---- | ------- |
| Anzahl der Personen | 358  | 350     |
| Unterschied         |      | −2,23 % |